# 朱鼒樲
豐林恭懿王朱鼒樲（16世紀—1578年），明朝慶藩第四代豐林王，豐林端康王朱台瀚的庶長子。

## 生平
朱鼒樲初封鎮國將軍。嘉靖二十六年（1547年）十月，豐林端康王朱台瀚去世。嘉靖三十年（1551年）十二月，朱鼒樲襲封豐林王。
萬曆六年（1578年），朱鼒樲去世，諡號恭懿。因長子朱倪爃一年前即卒，無子，豐林王的封爵被廢除。

## 家庭

### 妻
- 葉氏，初冊為鎮國將軍夫人，嘉靖三十年（1551年）十二月冊為豐林王妃[2]。

### 子孫
- 嫡長子：豐林長子朱倪爃
- 第二子：鎮國將軍朱倪焸
  - 孫：輔國將軍朱伸[4]